# Eremothera nevadensis
Eremothera nevadensis är en dunörtsväxtart som först beskrevs av Albert Kellogg, och fick sitt nu gällande namn av Warren Lambert Wagner och Hoch. Eremothera nevadensis ingår i släktet Eremothera och familjen dunörtsväxter. Inga underarter finns listade i Catalogue of Life.